# Elektronsko knjižničarstvo
Elektronsko knjižničarstvo je koncept knjižnice, ki ponuja storitve preko spleta, omogočajo pa ga različni bibliografski sistemi.

## Začetki
Elektronsko knjižničarstvo se je uveljavilo s pojavom Interneta. Do tedaj so bile naloge knjižničarjev enolične, gradivo je bilo popisano v katalogih, knjižnica je imela statično vlogo. Veljalo je, da knjižnica kot ustanova varuje knjige pred vplivom časa. Po nastanku interneta je nastala zmešnjava, saj je bilo informacij naenkrat preveč in so v neurejeni obliki krožile po spletu, zato so knjižničarji začeli tvoriti virtualne baze podatkov in razvilo se je virtualno knjižničarstvo v današnji obliki.

## Virtualno knjižničarstvo danes
Koncept virtualne knjižnice je podoben klasični knjižnici, vendar uporabniku omogoča bistveno hitrejši dostop do želenega gradiva, kar je v sodobnem svetu zelo zaželeno. Nudi dostop do baz podatkov, skladišč informacijskih virov po elektronskih sistemih in omrežjih, vendar brez fizične lokacije. V bazah podatkov (seznamih gradiv, vnešenih v sistem) še vedno ni vseh informacij, katalogizatorji in kalasifikatorji pa se trudijo vnesti v sisteme tudi podatke o gradivih starejšega datuma.
V praksi to pomeni, da si lahko uporabnik knjižničnega sistema prek računalnika rezervira ali izposodi določeno gradivo ter ima dostop do ostalih knjižničnih storitev.
S pojavom spletne knjižnice se je delo knjižničarjev močno spremenilo, knjižnice so dobile več prostorov, namenjenih računalnikom, spletnih čitalnic... Seveda veliko ljudi vztraja pri izposoji knjig na klasičen način, vseeno pa dostop do gradiva prek spleta pridobiva na priljubljenosti. Knjižnični sistemi nudijo vedno več storitev, slednje pa so vedno bolj izpopolnjene, torej kakovostne. Ker osnovna računalniška pismenost iz dneva v dan raste, je tudi prihodnost elektronskega knjižničarstva svetla.

## Elektronsko knjižničarstvo v Sloveniji
Glede elektronskih knjižnic je Slovenija na evropskem nivoju, bibliotekarji oziroma knjižničarji se trudijo popisati čim več gradiva v elektronski obliki, ter ga tako narediti bolj dostopnega javnosti. Res je, da vsi uporabniki klasičnih knjižnic ne znajo uporabljati elektronske knjižnice, zato se v tej smeri organizira veliko izobraževanj in tečajev.
Po svetu sicer obstaja veliko različnih knjižničnih sistemov, ki uporabnikom nudijo storitve spletne knjižnice, območje bivše Jugoslavije (tudi Slovenijo) pokriva sistem COBISS (sisteme povezuje  mreža COBISS.net), katerega ustanovitelj je Inštitut informacijskih znanosti v Mariboru (IZUM).

### IZUM
IZUM (Inštitut informacijskih znanosti v Mariboru) je javni zavod in raziskovalna organizacija, servis slovenske kulture,  izobraževanja in znanosti, prav tako je tudi knjižnični informacijski servis v nacionalnem bibliografskem sistemu. Nastal je iz Računalniškega centra Univerze v Mariboru, ustanovila pa ga je Vlada Republike Slovenije.
Od leta 1980 do 1990 je dosegel velik razvoj na področju informacijskih znanosti in je zaslužen kot ustanovitelj COBISS-a. Dejavnost Inštituta je vezana predvsem na delovanje knjižničnega sistema.

## Projekt Gutenberg
Projekt Gutenberg (PG) (angleško Project Gutenberg) je digitalna knjižnica prosto dostopnih besedil fizično obstoječih knjig v elektronski obliki. Leta 1971 jo je začel Michael S. Hart. Besedila so večinoma v javni lasti, bodisi zaradi tega, ker zanje nikdar niso veljale avtorske pravice, bodisi zaradi pretečenih avtorskih pravic. Vključuje tudi nekaj besedil, za katere veljajo avtorske pravice, a so objavljene s privoljenjem avtorja. Projekt je bil imenovan po nemškem tiskarju Johannesu Gutenbergu iz 15. stoletja, izumitelju premičnih tiskarskih črk. Maja leta 2021 je projekt obsegal že preko 65.000 elektronskih knjig. Poslanstvo projekta je spodbuditi ustvarjanje in razširjanje elektronskih knjig.